# Mark Schauer

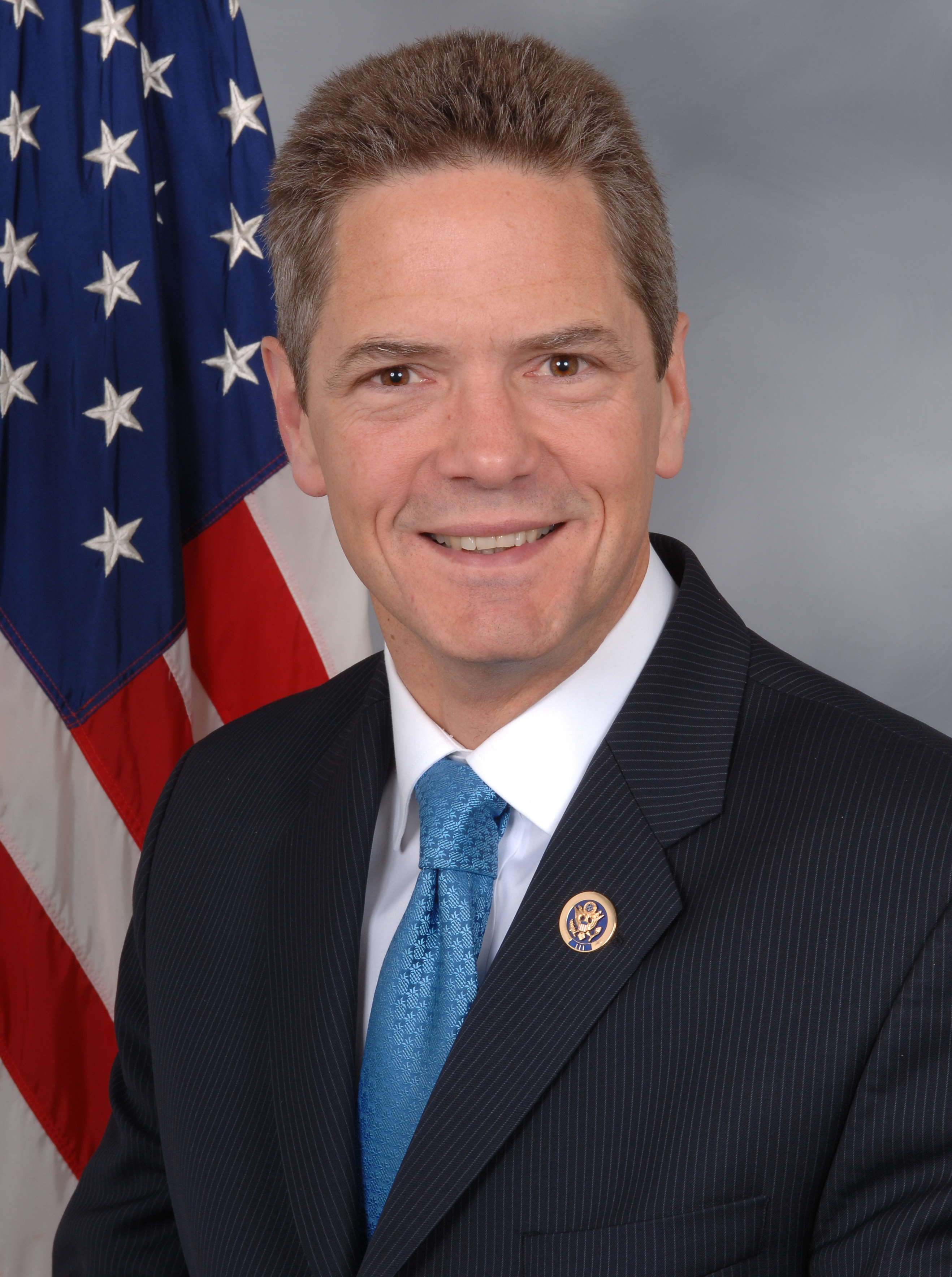
Mark Schauer

Mark H. Schauer, född 2 oktober 1961 i Howell, Michigan, är en amerikansk demokratisk politiker. Han representerade delstaten Michigans sjunde distrikt i USA:s representanthus 2009–2011.
Schauer studerade vid Albion College, Western Michigan University och Michigan State University och var länge verksam inom kommunalpolitiken, därefter satt han i delstatens lagstiftande församling.
Schauer vann knappt mot republikanen Tim Walberg i kongressvalet i USA 2008. Walberg utmanade honom på nytt i mellanårsvalet i USA 2010 och vann.